# Hypsiboas callipleura
Hypsiboas callipleura és una espècie de granota que viu a Bolívia.